# دائرة تين زاوتين
دائرة تين زاوتين إحدى دوائر الجزائر التابعة لولاية عين قزام. عاصمتها هي تين زاوتين و تضم بلدية تين زاوتين.